# Nathan Baggaley
Nathan Baggaley (n. 6 decembrie 1975, Byron Bay⁠(d), Noul Wales de Sud, Australia) este un caiacist ce a reprezentat Australia, medaliat olimpic. A participat la două ediții ale Jocurilor Olimpice (2000, 2004) în care a câștigat două medalii de argint.